# Grand Prix Kopenhagen 1975
Der Grand Prix Kopenhagen 1975 war die 78. Ausgabe des seit 1898 für Sprinter ausgetragenen internationalen Wettbewerbs Grand Prix Kopenhagen im Bahnradsport.

## Rennverlauf
Der Grand Prix wurde am 22. Juni auf der Radrennbahn Ordrup Velodrome bei Kopenhagen veranstaltet. Am Start waren Bahnsprinter aus zehn Ländern, darunter der amtierende Weltmeister Anton Tkáč. Das Finale dauerte mehr als eine Stunde, da Daniel Morelon und Jürgen Geschke in allen Läufen lange Stehversuche unternahmen. Die beiden ersten Läufe erforderten jeweils einen Zielfotoentscheid, jeder der beiden Kontrahenten gewann einen Lauf. Den Entscheidungslauf gewann Morelon ebenfalls nach einem Juryentscheid durch Zielfoto. Das kleine Finale um den 3. Platz gewann Anatolij Jablunowskyj gegen Serhij Krawzow deutlich.

## Ergebnis
|     | Fahrer                | Land        |
| --- | --------------------- | ----------- |
| 01. | Daniel Morelon        | DDR         |
| 02. | Jürgen Geschke        | DDR         |
| 03. | Anatolij Jablunowskyj | Sowjetunion |
| 04. | Serhij Krawzow        | Sowjetunion |
| 0 … |                       |             |